# Nes (Ameland)
Nes ist ein Dorf auf der westfriesischen, niederländischen Insel Ameland.

## Allgemeine Informationen
Nes ist mit circa 1300 Einwohnern das größte Dorf der Insel. Es ist berühmt für seine historischen Kapitänshäuser aus dem 17. und 18. Jahrhundert und ist mit seiner großen Fußgängerzone, in der zahlreiche Restaurants und Geschäfte liegen, das touristische Zentrum von Ameland. Bedeutende Sehenswürdigkeiten und Ausflugsziele sind neben dem Strand der historische Dorfkern mit einem allein stehenden Dorfturm aus dem 17. Jahrhundert, dem ehemaligen Sitz der niederländischen Rettungsgesellschaft, der Windmühle „De Phenix“ und dem Naherholungsgebiet „De Vleyen“. Darüber hinaus gibt es in Nes ein großes Naturkundemuseum mit Aussichtsturm. Direkt am Fährhafen befindet sich auch das Tourismusbüro der Insel.

## Hafen und Fährdienst
In Nes befindet sich auch der Fährhafen der Insel, an dem die Fähren „Sier“ und „Oerd“ aus Holwerd anlegen. Angrenzend an den Fährhafen liegt ein Yachthafen.

## Kirchen
- Katholische Kirche St. Clemens (Sint-Clemenskerk), Neubau nach Plänen von Pierre Cuypers als Ersatz für die 1646 errichtete Kirche. 2013 ging bei einem Brand ein Gutteil der Innenausstattung verloren. Sie wurde danach wiederhergestellt und teils behutsam erneuert, so etwa die Kirchenfenster, die unter anderem Titus Brandsma und drei Madres de Plaza de Mayo (Mütter de Plaza de Mayo in Buenos Aires) zeigen.[6]
- Reformierte Kirche (Hervormde kerk) von 1824
- Mennonitische Kirche (Doopsgezinde kerk) von 1843

## Söhne und Töchter von Nes
- Jan de Jong (1885–1955), römisch-katholischer Erzbischof von Utrecht und Kardinal, Vorkämpfer des offenen Widerstandes gegen die deutsche Besetzung der Niederlande im Zweiten Weltkrieg

## Bilder

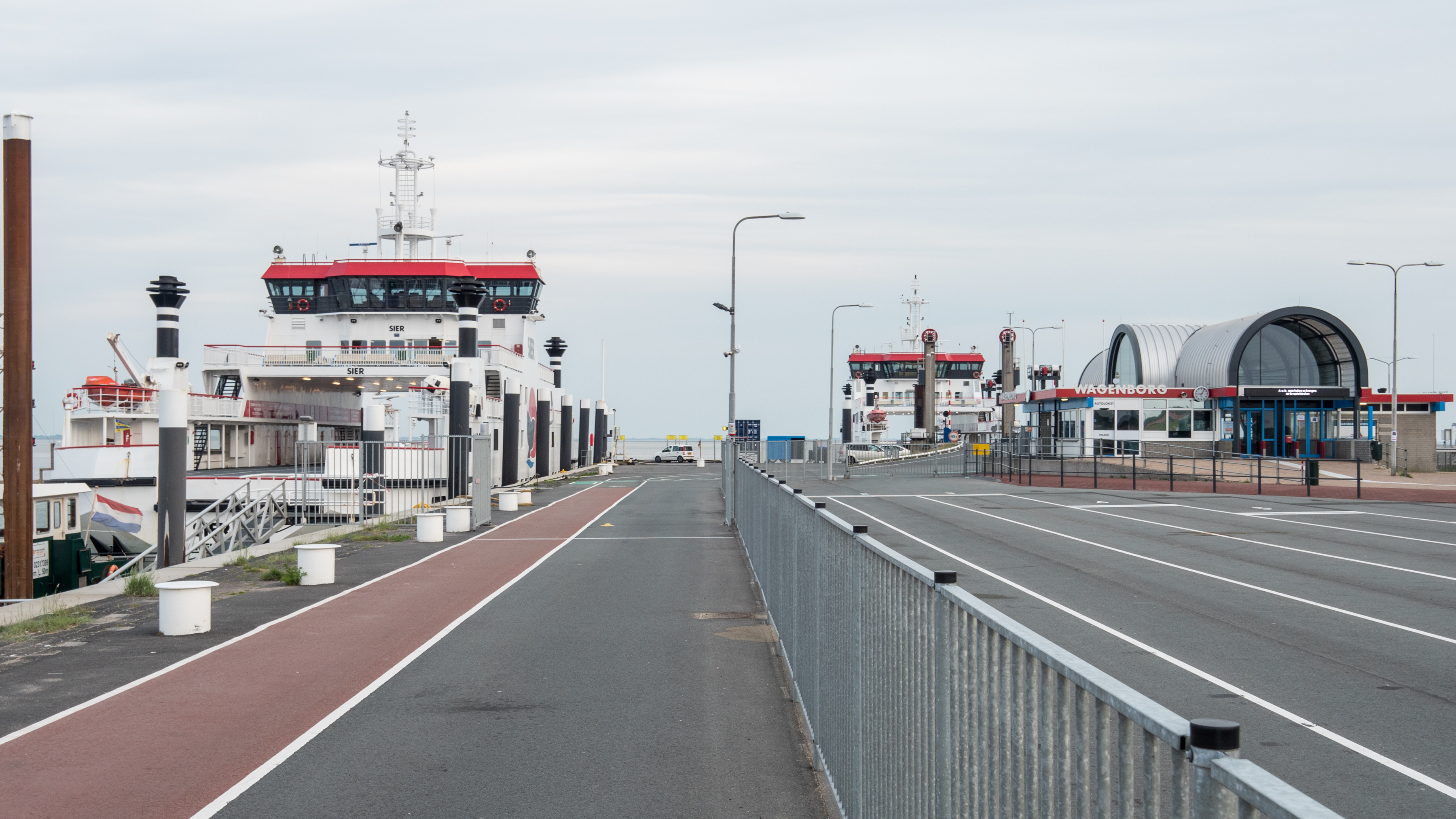
Fähranleger in Nes
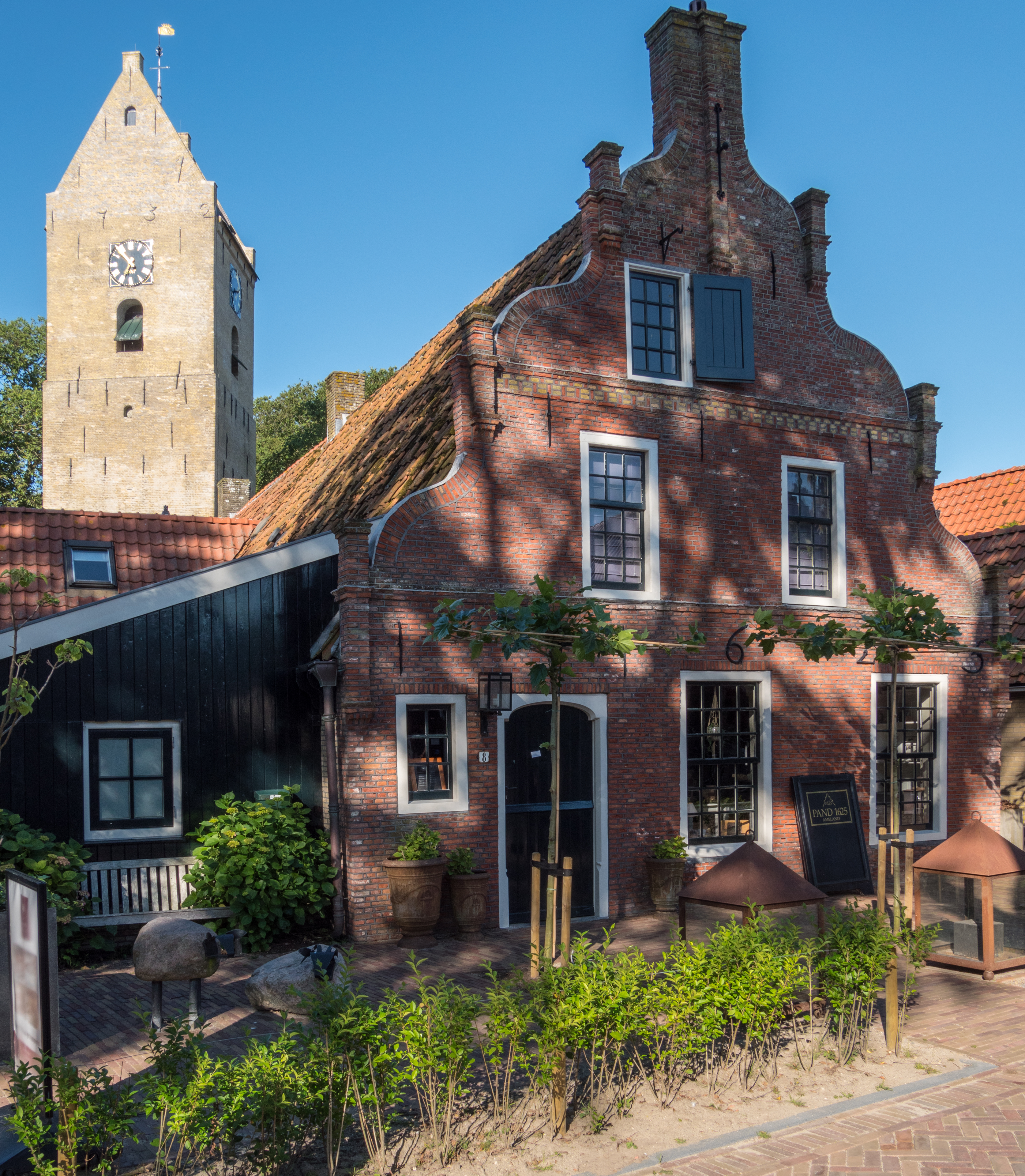
Rixt van Doniastraat 8 und Dorfturm
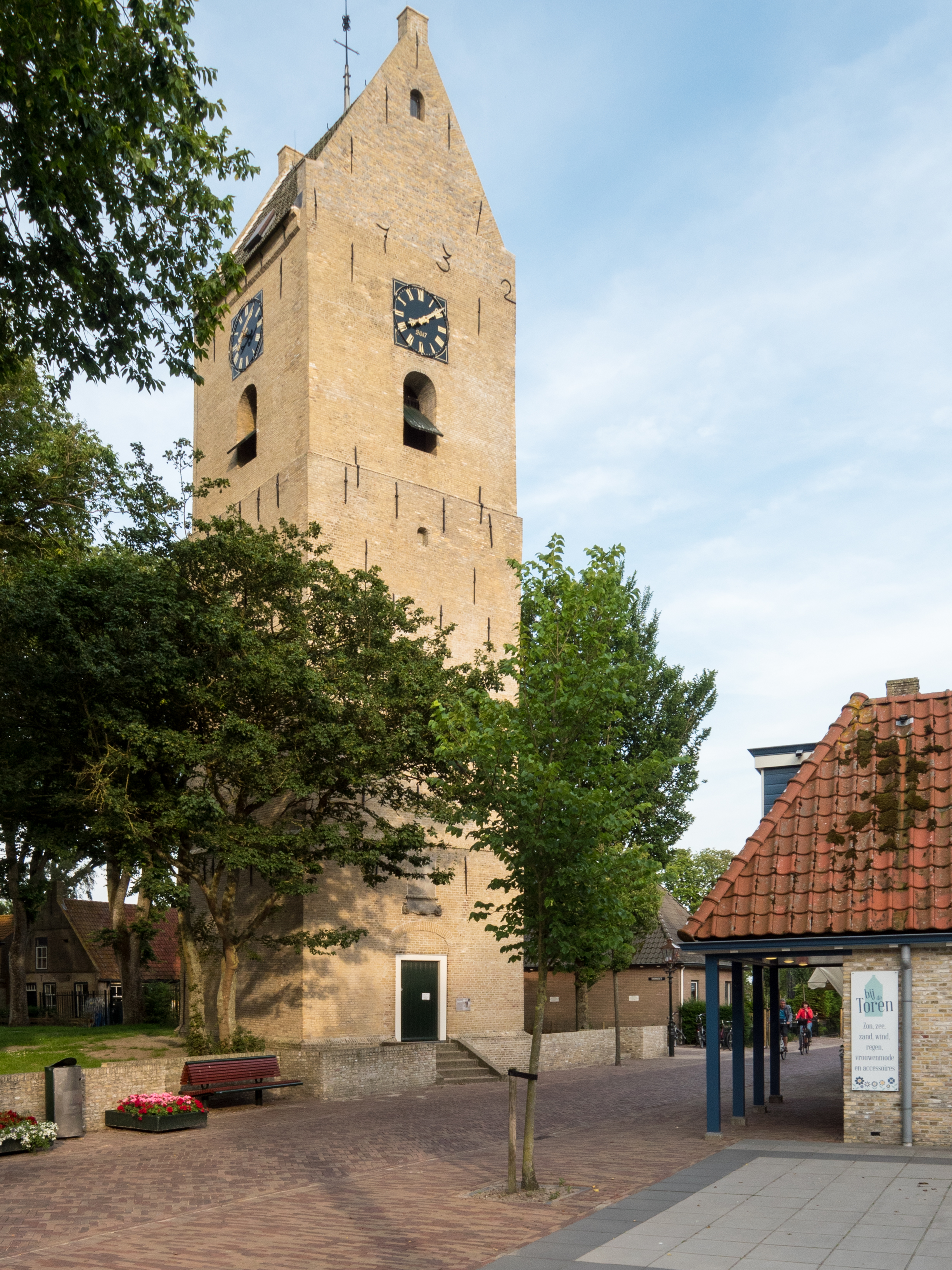
Dorpstoren Nes
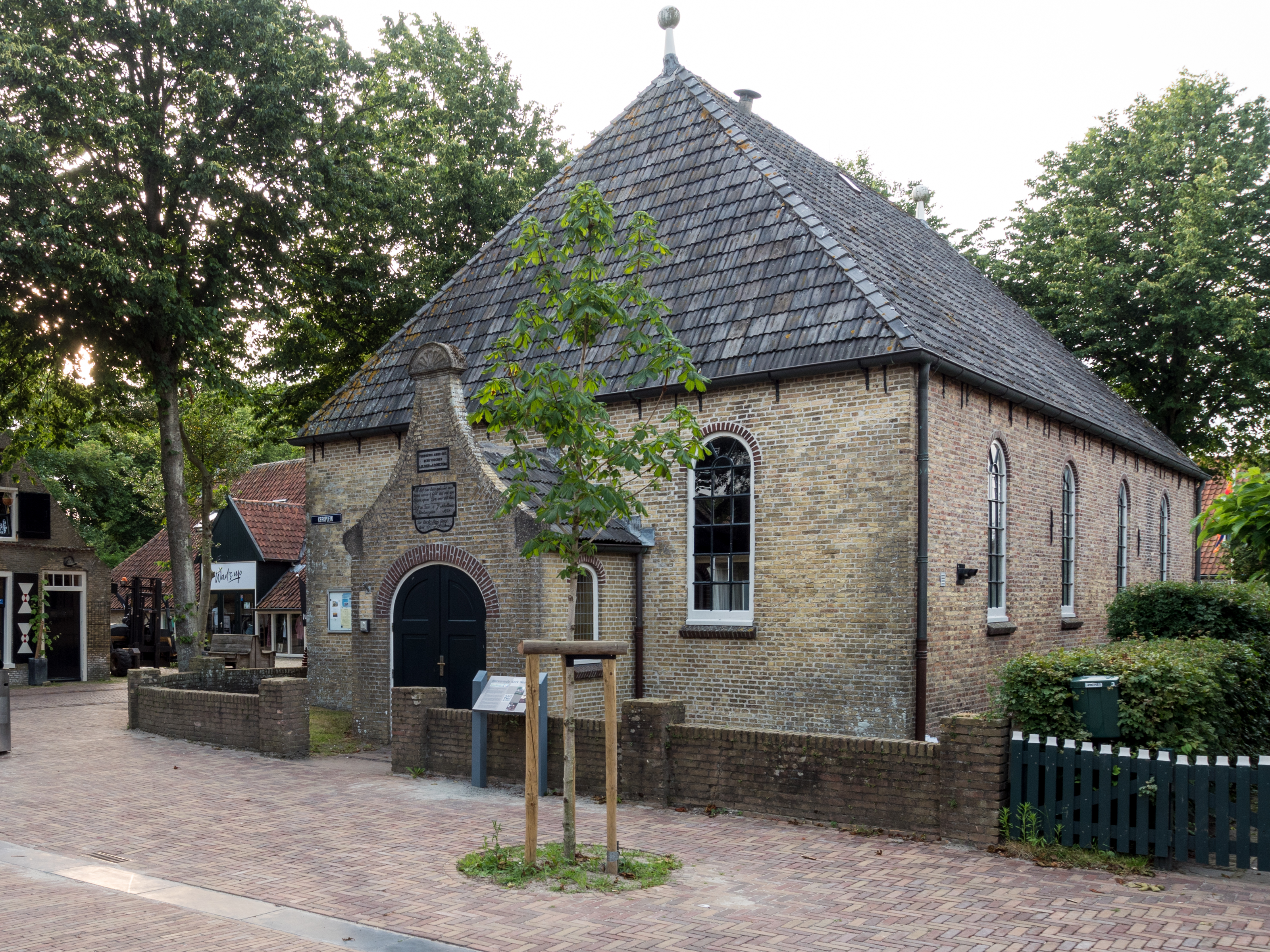
Reformierte Kirche
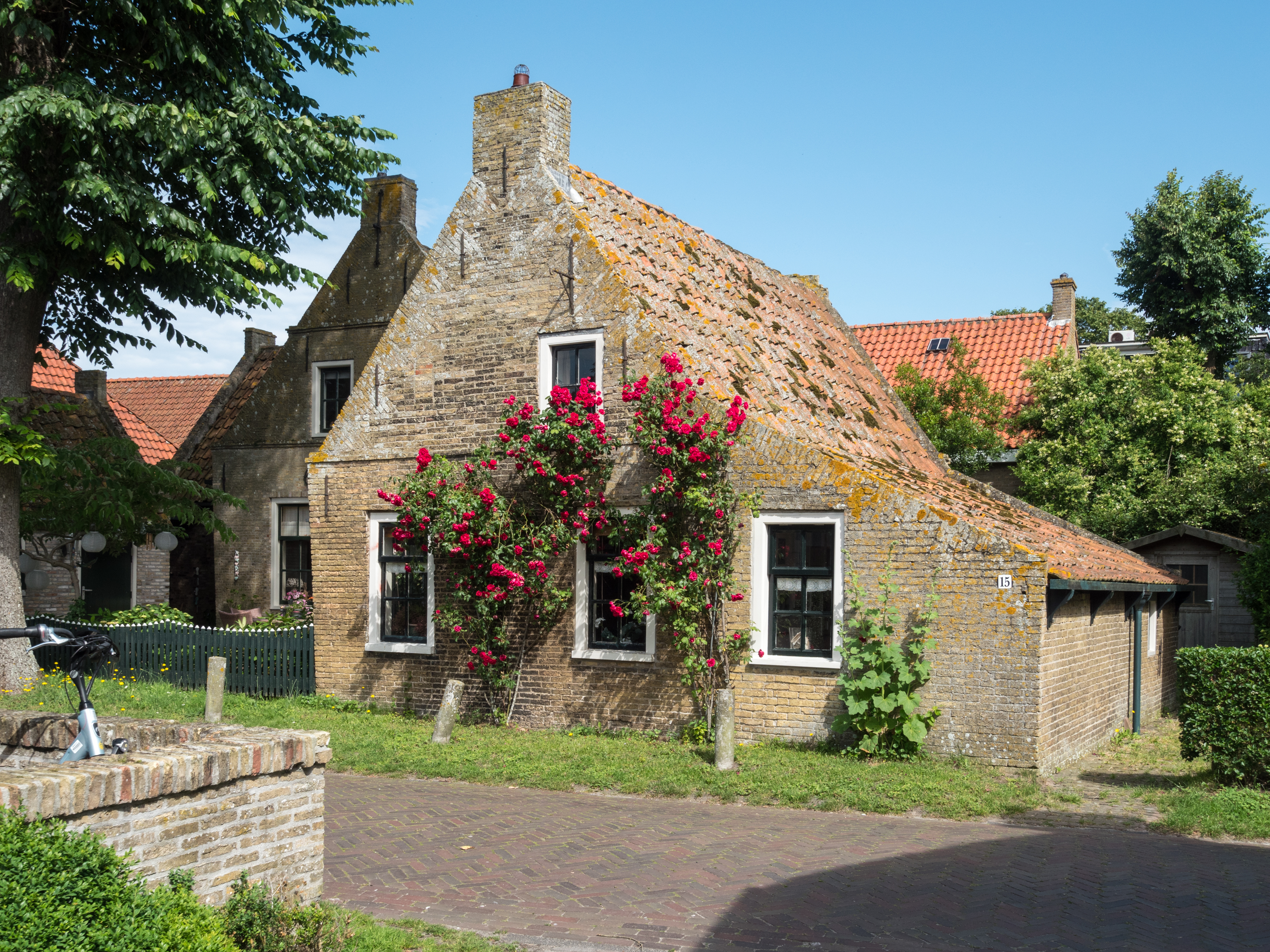
Burgemeester Waldastraat 15 & 13
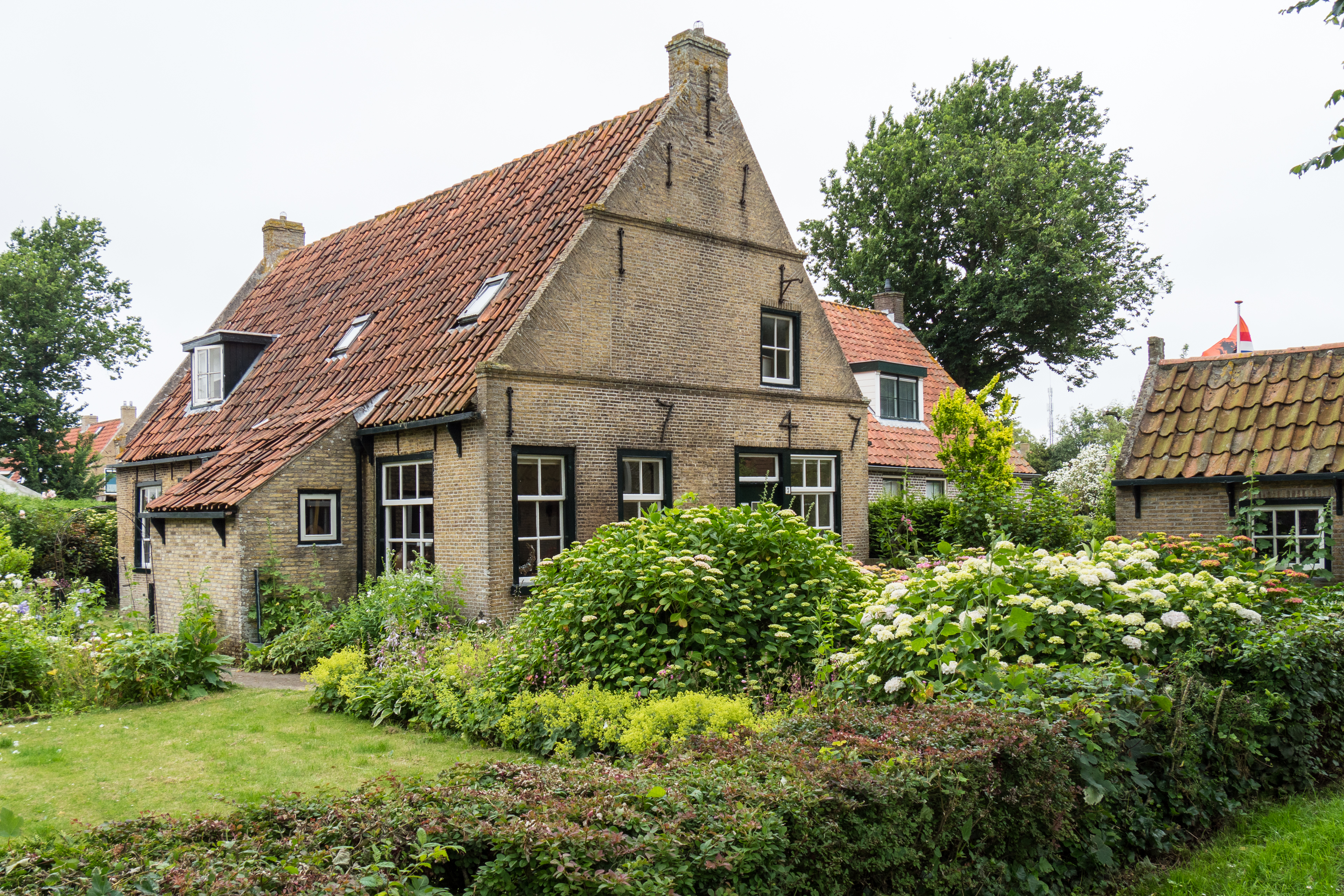
Van der Stratenweg 3